# Велика Кужелева
Вели́ка Кужелева — село в Україні, у Дунаєвецькій міській територіальній громаді Кам'янець-Подільського району Хмельницької області.

## Географія
Подільське село Велика Кужелева розкинулось на подільській височині в південно-західній частині України. Село лежить на річці Ушиці, яка у південному напрямку сполучає його із Миньківцями.

### Клімат
Велика Кужелева знаходяться в межах вологого континентального клімату із теплим літом.

## Історія
В урочищі Глибочиця знайдена стоянка пізнього палеоліту. В селі на високому мисовому виступі, утвореному долиною річки Ушиця, в урочищі (горі) «Містисько» знайдено знахідки фрагментів давнього посуду, скла, заліза, пряслиць та монет. За легендою, тут було місто Кружель, зруйноване Солодивим Буйняком. Біля села — курган і печера довжиною більше 20 метрів. Оповідання про Буняку-Боняка стали предметом спеціальних історичних розвідок.
Перша письмова згадка датується 26 березня (3 квітня за новим стилем) 1433 року — король Володислав надає шляхтичу Матвію Шилохосту 40 гривень на село Кужелеву.
В пізніші часи Велика Кужелева входила до Королівських маєтностей, належала родинам Чемежинців, Шидловських, Вільчевських.
Церква святого Миколи збудована у 1733 році – дерев’яна. Пізніше названа церквою святої Трійці. Розібрана у 1890 році. Нова церква святої Трійці збудована у 1888 році на високій горі над селом – дерев’яна одноверха, разом з дзвіницею.
В 1905 році зафіксована назва «Кужелева Велика».
Внаслідок поразки визвольних змагань на початку XX століття, село надовго окуповане російсько-більшовицькими загарбниками.
Радянська окупація принесла колективізацію та розкуркулення, мешканці села зазнали репресій.
В 1932–1933 селяни села пережили сталінський голодомор.
З 1991 року в складі незалежної України.
13 серпня 2015 року шляхом об'єднання сільських рад, село увійшло до складу Дунаєвецької міської громади.

## Економіка
Біля села знаходиться Великокужелівська ГЕС.

## Населення
Населення становить 703 особи (з 367 дворів).

### Мова
У селі поширені західноподільська говірка та південноподільська говірка, що відносяться до подільського говору, який належить до південно-західного наріччя.

## Відомі люди

### Народилися
- Овчарук Володимир Борисович — молодший лейтенант, командир взводу 3-го батальйону 51-ї окремої механізованої бригади Сухопутних військ ЗС України; загинув під час проведення антитерористичної операції на сході України.